# Eastern Equatoria

Delstatens läge i Sydsudan.

Eastern Equatorias distrikt.

Eastern Equatoria (arabiska: شرق الاستوائية, Sharq al-Istiwa'iyya) är en av Sydsudans 10 delstater. Befolkningen uppgick till 906 161 invånare vid folkräkningen 2008 på en yta av 73 472 kvadratkilometer. Den administrativa huvudorten är Torit.

## Administrativ indelning
Delstaten är indelad i åtta län (county):

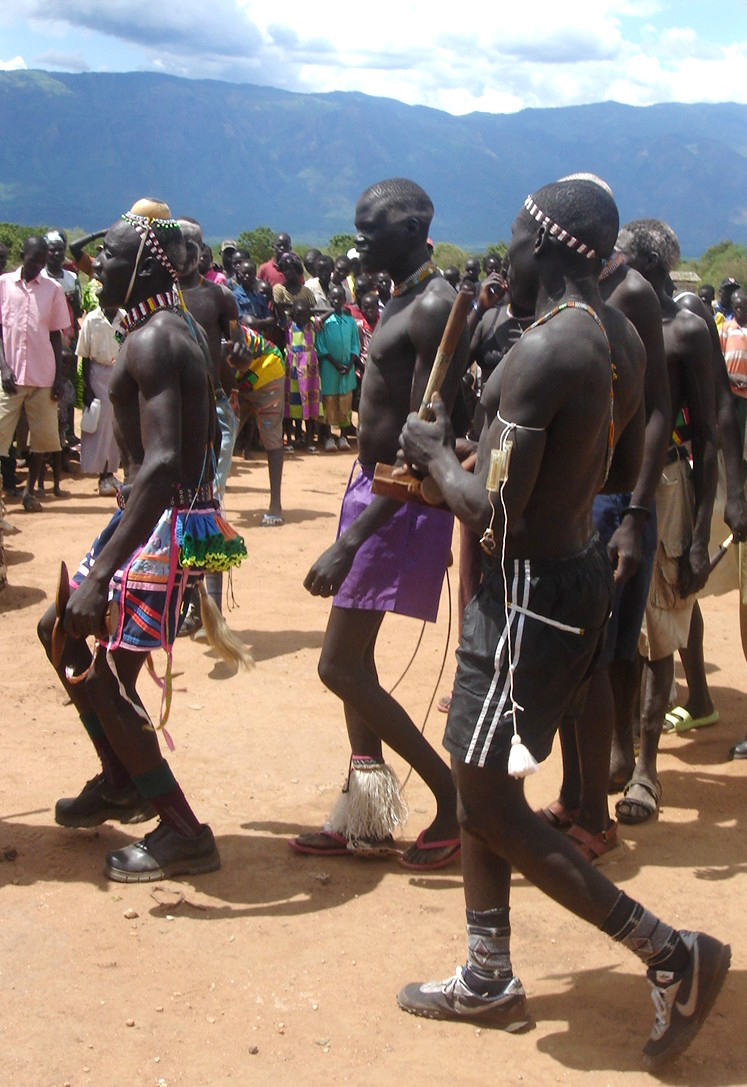
Fredsöverenskommelsedansare i Kapoeta, Eastern Equatoria, 2006.

- Budi
- Ikotos
- Kapoeta East
- Kapoeta North
- Kapoeta South
- Lafon/Lopa
- Magwi
- Torit